# Шархо
Шархо́ (тадж. Шархо) — село в Раштском районе Таджикистана. Входит в состав сельской общины (джамоата) Аскалон. Расстояние от села до центра района (пгт Гарм) — 17 км, до центра джамоата (село Додбахт) — 5 км. Население — 417 человек (2017 г.), таджики. Население в основном занято сельским хозяйством.